# Sant Bartomeu de la Sénia
L'església de Sant Bartomeu de la Sénia fou construïda al segle xviii seguint paràmetres d’estil barroc. De fet a la clau de volta que hi ha damunt el cor es conserva la data de 1701. El campanar és de planta quadrangular fins a l’alçada del tram de les campanes on pren un perfil vuitavat. Es va construir entre el 1756, data en què li fou encarregat al mestre d’obres Antoni Meseguer i el 1765 (apareix en una pedra a la part superior), tot i que la cúpula superior es va finalitzar per les festes constantinianes de l’any 1913.
El temple és d’una única nau, amb l’absis poligonal, amb capelles laterals entre els contraforts. La volta de la nau és de creueria i està dividida en quatre trams a partir d’arcs torals. Al primer tram se situa el cor damunt un arc carpanell.
La porta principal és molt austera, amb llinda i frontó. Damunt hi ha una fornícula amb la imatge del titular, Sant Bartomeu, sota un frontó partit.
L'església compta amb un orgue.